# Sam-Cohen-Bibliothek

Haupteingang zur Bibliothek

Die Sam-Cohen-Bibliothek ist eine Präsenzbibliothek mit etwa 10.000 Büchern in Swakopmund an der zentralen Südatlantikküste Namibias. Träger der Bibliothek sowie des Swakopmund Museums und des Otavi-Bahnhofs ist die Wissenschaftliche Gesellschaft Swakopmund, eine gemeinnützige private Vereinigung. Sie wurde von Sam Cohen gestiftet.
Die Bibliothek beherbergt auch die bekannte Africana-Sammlung von Ferdinand Stich. Sie verfügt zudem über eine große Anzahl historischer namibischer Zeitungen.
Im dazugehörenden Sam-Cohen-Archiv befinden sich eine Zeitungssammlung von 1898 bis heute, eine große Sammlung historischer Fotos, Landkarten und Schriftstücke verschiedener Wissensgebiete. Viele der Fotos sind heute digitalisiert und können eingesehen werden. Auf dem Gelände der Bibliothek steht auch der denkmalgeschützte Otavi-Bahnhof und das OMEG-Haus. 